# Beagle
Beagle（ビーグル）は、Monoプラットフォーム上で動作するデスクトップ検索ツール。
主にLinuxでの動作を想定しているが、その他のMono対応プラットフォーム上でも動作する。
ドキュメント、チャットのログ、電子メールなど様々なものを検索出来る（後述）。
WindowsでのGoogleデスクトップや、macOSでのSpotlightに類似したものである。

## 機能
Beagleで検索可能なものとして、
- 会話のログ（Gaim、Kopete、IRCのログ）
- ドキュメント（AbiWord, OpenOffice.org, Microsoft Office, PDF, テキストファイル (.txt), リッチテキスト）
- 電子メールとアドレスブック（EvolutionやKMail）
- ヘルプファイル（Texinfo、manページ）
- 画像ファイル (PNG, JPEG)
- 音楽ファイル (MP3, ogg, FLAC)
- Tomboyで書かれたメモ
- RSSフィード（Blam、Liferea、Akregatorなどから）
- ソースコード (C, C++, C#, Fortran, Java, JavaScript, Pascal, Perl, PHP, Python)
- ウェブブラウザの履歴 (Firefox, Konqueror)

などがある。
その他の機能として、
- 新規や修正されたファイルの即時のインデクス化（inotifyが有効なLinuxカーネル上なら）

がある。